# R Leporis
R Leporis (R Lep), đôi khi được gọi là Hind's Crimson Star, là một ngôi sao biến quang xanh trong chòm sao Thiên Thố, gần biên giới với chòm sao Ba Giang. Nó được chỉ định "R" trong biểu đồ bên phải.
Đó là một ngôi sao carbon xuất hiện màu đỏ rõ rệt. Nó được đặt theo tên nhà thiên văn học nổi tiếng người Anh, JR Hind, người đã quan sát nó vào năm 1845. Cấp sao biểu kiến của nó thay đổi từ +5,5 đến +11,7 với thời gian là 418 – 441 ngày; các phép đo gần đây cho một khoảng thời gian là 427,07 ngày. Có thể có một giai đoạn thứ cấp 40 năm. R Leporis quá xa trái đất để thị sai của nó được đo lường hiệu quả; Guandalini và Cristallo đã tính toán độ sáng của các biến Mira dựa trên thời gian của chúng. Sử dụng khoảng thời gian 427,07 ngày, họ đã tính toán độ chói của phép đo là 13.200. Nó được ước tính ở khoảng 1.350 năm ánh sáng trong một bài báo năm 2012, độ sáng của nó xấp xỉ 6.689 lần so với Mặt trời và có nhiệt độ bề mặt 2.980 K.
R Leporis thường có màu đỏ khói mạnh, mặc dù điều này không được phát âm khi ngôi sao gần độ sáng tối đa của nó. Nó là màu đỏ nhất khi nó mờ nhất, xảy ra cứ sau 14,5 tháng. Trong những khoảng thời gian này, nó là một ứng cử viên cho ngôi sao đỏ nhất có thể nhìn thấy rõ nhất, nhưng yêu cầu này là đáng nghi ngờ. Màu đỏ có thể là do carbon trong bầu khí quyển bên ngoài của ngôi sao lọc ra phần màu xanh của phổ nhìn thấy được của nó. Người phát hiện ra ngôi sao, Hind, báo cáo rằng nó xuất hiện "giống như một giọt máu trên cánh đồng đen".